# Mesochorus prolatus
Mesochorus prolatus là một loài tò vò trong họ Ichneumonidae.